# Európa (album)
Az Európa a V. M. Band első nagylemeze, amely 1985-ben jelent meg. 2009-ben CD-n is kiadták. A címadó dal a mai napig Varga Miklós legnagyobb slágerének számít.

## Dalok

### Első oldal
1. Ha itt lenne mindenki
2. Három királyok
3. Anyaszív
4. Nem kell más
5. Európa

### Második oldal
1. Őrült lány
2. Mindenki jöjjön
3. Jó reggelt lány
4. Rock and roll vonat
5. Engedd el magad
6. Ébredj

## Közreműködők
- Varga Miklós – ének
- Csuka Mária, Falusi Mariann, Király Éva, Kessler-fivérek – vokál
- Temesvári András, Ács András – basszusgitár
- Fehér Attila, Szekeres Tamás, Varga Miklós – gitár
- Papp Gyula – billentyűs hangszerek
- Soldos László – dob
- Muck Ferenc – szaxofon